# Сендецкий, Олег Петрович
Оле́г Петро́вич Сенде́цкий (р. в Ленинграде) — российский виолончелист, артист большого симфонического оркестра Мариинского театра, Заслуженный артист России (2008), Дипломант международных конкурсов в Женеве, Мюнхене, Осаке.

## Биография
Олег Сендецкий родился в Ленинграде. В 1980 году окончил Специальную музыкальную школу при Ленинградской консерватории (класс профессора Эммануила Фишмана).
В 1988 году окончил Ленинградскую консерваторию (класс профессора Иосифа Левинзона).
В 1989-90 годах стажировался в Женеве, в классе профессора Франсуа Ги. С 1987 по 1999 год — солист камерного ансамбля «Солисты Санкт-Петербурга» (художественный руководитель Михаил Гантварг). В 1996—1999 годах — солист оркестра Театра оперы и балета имени М. П. Мусоргского (ныне — Михайловского).
С 1999 года по настоящее время Олег Сендецкий является концертмейстером группы виолончелей Мариинского театра. Принимал участие в международных музыкальных фестивалях: «Санкт-Петербургская музыкальная весна», «От авангарда до наших дней» и других. Постоянно концертирует в России и за рубежом.